# Пенула
Пенула или касула је био огртач који су носили Римљани, сличан пончу (тј. велики комад материјала са рупом кроз коју је пролазила глава, који је висио у великим наборима око тела). Пенула је обично била затворена напред, али је повремено могла да остане отворена; може се направити и са краћим странама како би се повећала покретљивост руку.  Ово су првобитно носили само робови, војници и људи ниског степена; у 3. веку су га, међутим, усвојили модни људи као згодан јахачки или путнички огртач, да би коначно, сумптуарним законом из 382. године (Теодосијев законик) био прописан као доличну свакодневну одећу сенатора, уместо војничке хламије. Након тога, тога је резервисана за државне прилике.
Према раном хришћанском вођи Тертулијану, пагани су обично скидали пенулу када су се молили својим боговима, а он је критиковао сваког хришћанина који је такође скинуо своју пенулу приликом молитве, називајући то „сујеверјем“.